# Vila Karla Jandy
Vila Karla Jandy je rodinný dům z let 1909–1910 zbudovaný v Hradci Králové pro řídícího učitele (podle jiných zdrojů úředníka městské spořitelny) Karla Jandu. Autorem architektonického návrhu vily byl královéhradecký architekt Václav Rejchl st.

## Historie
Vila vznikla v tzv. bloku X, který byl na základě regulačního plánu Hradce Králové z roku 1909 vytvořen západně od nově se tvořící okružní třídy (dnes Střelecká ulice) a byl tímto plánem určen pro vilovou zástavbu. Blok byl rozdělen na 11 parcel a Jandova vila byla jedním z prvních, a také nejmenším ze zde vybudovaných domů.
V roce 2010 prošla vila citlivou rekonstrukcí, která zachovala původní ráz. Došlo například k výměně střešní krytiny nebo k opravě fasády.

## Architektura
V exteriéru je dům nápadný především vysokým štítem s hrázděným arkýřovým oknem (tzv. bay-window), což spolu s kyklopskou podezdívkou a vysokými komíny z neomítaného režného zdiva odkazuje na inspiraci anglickým stylem.
Vila je třípodlažní. Suterén tvoří částečně základy a částečně sklepní prostory s prádelnou. V přízemí centrální chodba propojuje jednotlivé prostory: salón, kuchyň, pokoje a toalety. V patře pak byly navrženy dvě ložnice s koupelnou a půda.